# Hommage lige

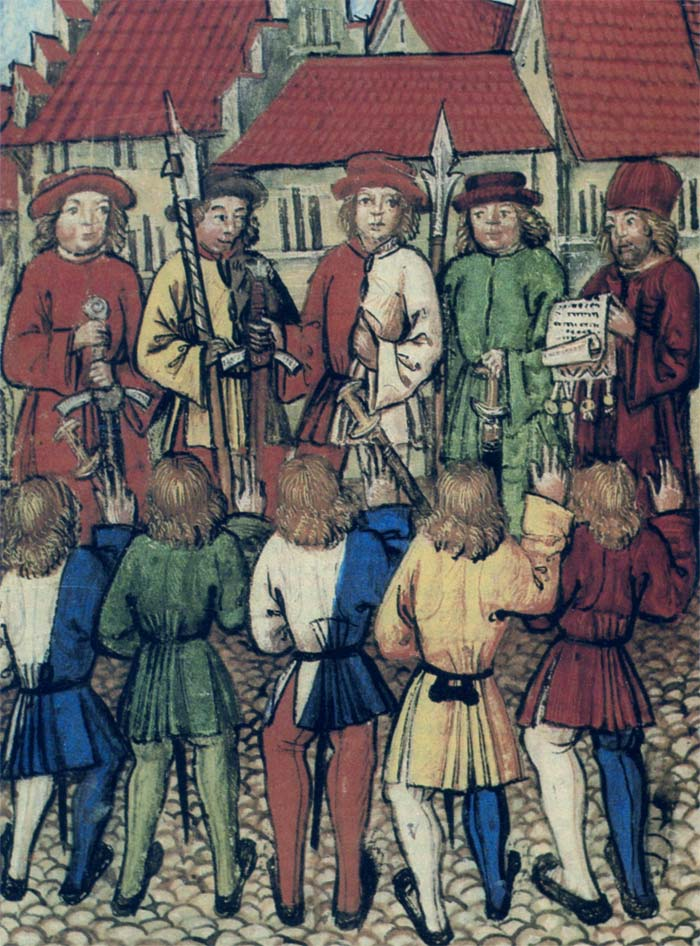
La banalisation du serment d'allégeance, source d'ambiguïté.

 (décembre 2008).
L'hommage lige (ou homme lige) est une forme d'hommage particulier. L'hommage lige oblige le vassal qui le prête plus étroitement vis-à-vis du suzerain que l'hommage ordinaire (dit, par opposition, « simple » ou « plan »), notamment au regard du service d’ost.
Dans les pays de langue d'oc, l'hommage portait le nom de solidus. Dans l'usage courant, le terme d'« homme-lige » désigne le factotum, ou l'âme damnée d'un homme de pouvoir.

## Étymologie
Du latin médiéval ligius, à rapprocher du sens germanique et de sa version en allemand all ledig (libre [de tout autre lien]).

## La société féodale
Fulbert de Chartres (960-1028) rédige un écrit sur la vassalité : en cas de plurivassalité, il faut intégrer une réserve de fidélité à l'hommage vassalique qui primera sur les autres.
L'hommage lige était oral, et le même problème apparut à travers la multiplication des hommages liges à plusieurs seigneurs. On faisait alors prévaloir l'antériorité et hiérarchie des obligations (la guerre étant par exemple plus importante que la dot). Le roi Philippe Auguste a eu la volonté de hiérarchiser les liens féodo-vassaliques avec au sommet de la pyramide, le roi ; les vassaux de ses vassaux sont aussi devenus ses vassaux. Il n'avait donc pas besoin de multiplier les hommages qu'il ne faisait prêter qu'aux grands seigneurs. Mais en cas de conflit, cela posait problème, sans compter que même les hommages liges se multipliaient. C'est pourquoi tous les vassaux du roi de France devaient une réserve de fidélité au roi, une sorte d'hommage lige prioritaire.
À Montpellier, on parlait de « meilleur homme », et en Catalogne « d'homme solide »[réf. nécessaire].

### Évolution de l’hommage lige

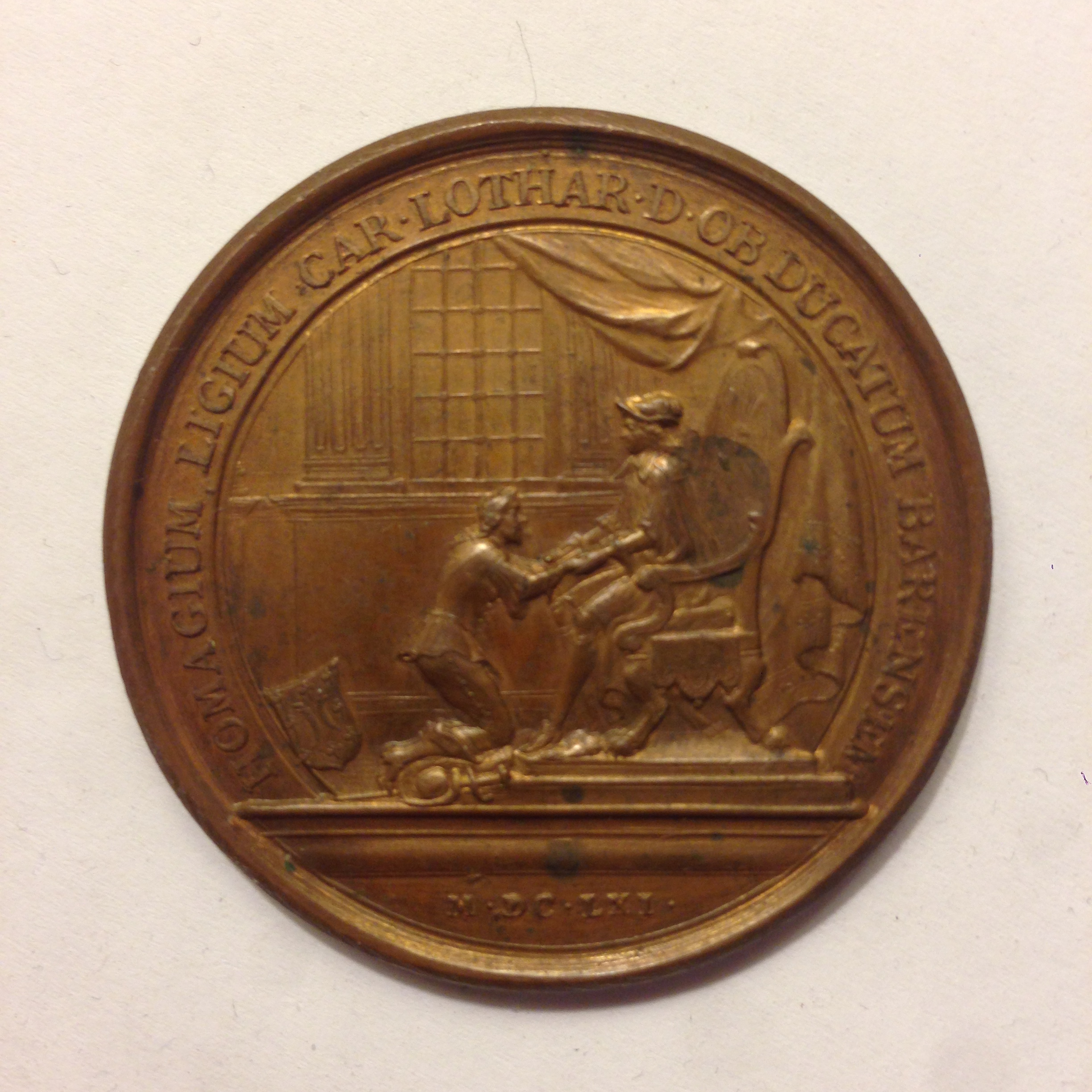
Hommage de Charles IV de Lorraine à Louis XIV pour le Barrois mouvant en 1661.

Dans la tradition franque, on ne pouvait, en principe, servir deux maîtres. Aussi, un homme ne pouvait s'engager ni se mettre sous la dépendance d'un autre que son seigneur. 
Toutefois, suivant les alliances et enjeux, certains vassaux puissants ont prêté hommage lige puis simple successivement à plusieurs suzerains. C'est le cas de Jean IV de Bretagne, qui chercha dans un premier temps le soutien de l'Angleterre en faisant l'hommage au roi d'Angleterre, du fait de ses terres en Angleterre, en dépit de l'hommage simple de ses prédécesseurs (depuis le début du XIIIe siècle) au roi de France pour le duché de Bretagne ou pour ses terres en royaume de France.

### Le cas des grands féodaux
La période de la guerre de Cent Ans va être marquée par un affaiblissement important du pouvoir du roi et la montée en puissance des grands du royaume (ducs de Bourgogne, ducs de Bretagne, etc.).
Ceci se traduit par des alliances fluctuantes entre les grands du royaume et les rois de France et d'Angleterre. L'hommage lige n'était plus la garantie d'une exécution stricte des devoirs du vassal. Pour illustrer cela avec le cas particulier de la Bretagne, c'est lors de l'arrivée au pouvoir des Montfort que le problème d'hommage fut le plus sensible. Leurs prédécesseurs étaient vassaux des ducs de Normandie par hommage lige, ducs de Normandie eux-mêmes vassaux par hommage lige du roi de France. Lorsque Philippe Auguste confisqua le duché de Normandie et le rattacha directement à la couronne, les ducs de Bretagne prêtèrent directement hommage lige au roi. Bien que certaines tentatives de s'en affranchir eurent lieu lors de la période d'instabilité liée à la lutte contre les Plantagenêts entre 1159 et 1299, l'hommage lige fut prêté jusqu'au milieu du XIVe siècle.
Avec les Montfort aux commandes, soutenus par les Anglais lors de la guerre de Succession de Bretagne, la situation changea radicalement. Le nouveau duc Jean IV prêta alors hommage lige au roi d'Angleterre pour le comté de Richemont, avec des conséquences importantes sur le duché de Bretagne. Ainsi, par son titre de comte de Richemont, le duc de Bretagne put s'affranchir d'un hommage lige auprès du roi de France. Par la suite, bien qu'ils ne firent plus l'hommage lige au roi d'Angleterre, ses successeurs firent tout pour ne pas rendre l'hommage lige dans les formes au roi de France, voire rendre seulement un hommage simple. Celui-ci, bien que ne reconnaissant pas une autre forme d'hommage, ne pouvait pas punir le duc de Bretagne car son pouvoir était trop affaibli par la lutte avec l'Angleterre. À l'issue de la guerre de Cent Ans, le roi de France a pu mettre au pas les grands féodaux, dans une lutte qui prit fin avec la Guerre folle.
Le cas des ducs de Bretagne est significatif de cette période et se retrouve, à différents degrés, dans tous les grands fiefs. Les principales raisons de cette situation furent d'éviter de trop s'impliquer avec l'un ou l'autre des partis dans une lutte où le camp victorieux n'était pas identifiable, de profiter de la situation pour étendre son pouvoir et son fief, et de gagner en autonomie pour assurer des entrées fiscales de plus en plus importantes.   

## Citations et analyses des différents auteurs
L'hommage lige vu par un texte écrit au Moyen Âge : « Un homme peut prêter plusieurs hommages à différents seigneurs pour les différents fiefs tenus de ces seigneurs ; mais il doit y avoir un hommage principal et cet hommage doit être prêté au seigneur de qui l'on tient son principal fief. La foi au seigneur roi et à ses héritiers doit toujours être mise à part ».
François Olivier-Martin définit ainsi l'hommage lige :

« Dès le IXe siècle, certains vassaux reçoivent des bénéfices de deux seigneurs, et leur prêtent également hommage. L'incompatibilité apparaît seulement quand les deux seigneurs d'un même vassal se font la guerre. On essaie d'y échapper en distinguant deux sortes d'hommages : l'hommage lige, sans restriction aucune, qui oblige le vassal à servir son seigneur envers et contre tous, et l'hommage simple (dit « plan », ou planus), qui est prêté sous la réserve des hommages antérieurement prêtés à d'autres seigneurs. La distinction apparaît en France dès le XIe siècle, mais bientôt, certains vassaux, grands amateurs de fiefs, prêtent un second hommage lige, qu'ils espèrent pouvoir concilier avec le premier. »

— Fr. Olivier-Martin, Histoire du droit français
Achille Luchaire le définit de la sorte :

« L'hommage lige implique un renforcement de l'hommage ordinaire ; l'homme lige est tenu à tous les devoirs, positifs et négatifs, qu'entraine l'hommage ordinaire ; mais la ligéité implique un lien encore plus étroit. Le vassal lige est tenu de servir à ses dépens le suzerain, tant que dure la guerre que celui-ci soutient contre ses ennemis [...]. La ligence est une véritable ligue offensive et défensive entre le suzerain et son vassal. »

— Achille Luchaire, Manuel des Institutions françaises, période des capétiens directs.